# Pyreneeënoorlog
De Pyreneeënoorlog, ook bekend als de Oorlog van Roussillon en de Oorlog van de Conventie, was een militair conflict tussen revolutionair Frankrijk en Spanje van 1793 tot 1795. Het conflict was onderdeel van de Eerste Coalitieoorlog, waarmee een groot aantal Europese staten probeerden de Franse Revolutie te beëindigen en de monarchie in Frankrijk te herstellen.
Spanje verklaarde de oorlog aan Frankrijk op 17 april 1793, in reactie op de executie van de Franse koning Lodewijk XVI en koningin Marie Antoinette enkele maanden eerder. Kort daarna staken Spaanse troepen onder bevel van generaal Antonio Ricardos de oostelijke Pyreneeën over en bezetten de Franse provincie Roussillon.

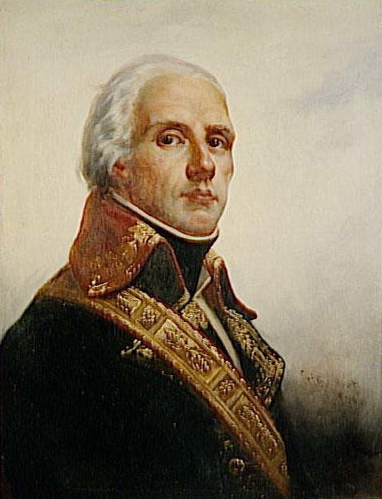
Generaal Jacques François Dugommier

De Franse reactie liet niet lang op zich wachten. Franse revolutionaire troepen onder bevel van generaal Jacques François Dugommier heroverden alle bezette gebieden, staken de Pyreneeën over en vielen Catalonië binnen.
Het verdere verloop van de oorlog was desastreus voor de Spanjaarden. De Fransen behaalden overwinning na overwinning op de Spanjaarden in het Frans-Spaanse grensgebied, waaronder de Slag bij San Lorenzo de la Muga (17-20 november 1794), waarbij 10.000 Spanjaarden omkwamen. Ook de Franse bevelhebber Dugommier werd tijdens deze veldslag dodelijk getroffen. In het westen werd San Sebastián door de Fransen ingenomen.
De situatie zag er hopeloos uit voor de Spanjaarden, die naar de onderhandelingstafel gedreven werden. Op 22 juli 1795 sloten de Fransen en Spanjaarden de Vrede van Bazel, waarmee de oorlog beëindigd werd. Spanje stond hierbij twee derde van het Antilliaanse eiland Hispaniola aan Frankrijk af, zodat de Fransen het hele eiland in handen kregen. Als dank voor zijn rol in de onderhandelingen kreeg de Spaanse premier Manuel de Godoy de eretitel Príncipe de la Paz ("Prins van de Vrede").
Spanje sloot zich in 1796 aan bij de Fransen en verklaarde de oorlog aan de Britten. In 1807 vielen Frankrijk en Spanje samen de Britse bondgenoot Portugal binnen, maar de Franse keizer Napoleon bleek al gauw andere bedoelingen te hebben: hij bezette Spanje en plaatste zijn broer Jozef Bonaparte op de Spaanse troon. Dit leidde tot de Spaanse Onafhankelijkheidsoorlog, de gewapende strijd van de Spanjaarden, met steun van de Britten en Portugezen, tegen de Franse bezetter.